# Јелена Ћетковић
Јелена Ћетковић (Цетиње, 21. август 1916 — Јајинци, код Београда, 14. мај 1943) била је револуционарка, борац за права жена, учесница Народноослободилачке борбе и народни херој Југославије.
Као млада кројачица пришла је радничком покрету и 1933. постала члан Савеза комунистичке омладине (СКОЈ), а 1935. члан Комунистичке партије (КПЈ). Учествовала је у бројним акцијама КПЈ у Подгорици, као и у познатим Белведерским демонстрацијама на Цетињу.
Године 1938. преселила се у Београд, где је такође учествовала у партијском раду, а посебно у акцијама женског покрета и борби за права жена. Као искусан партијски радник, била је постављена за инструктора Покрајинског комитета КПЈ за Србију те је помагала партијским организацијама у разним местима у Србији.
На почетку Народноослободилачког рата, 1941. била је члан Рејонског комитета КПЈ „Центар” у Београду. У току лета прешла је на ослобођену територију и најпре била у једном партизанском одреду у источној Босни. Потом је прешла на слободну територију Ужичке републике и политички радила са женама на терену Чачка и Ужица.
Након Прве непријатељске офанзиве, крајем 1941. послата је у Београд, где је почетком наредне године преузела дужност секретара Месног комитета КПЈ за Београд. Била је организатор ударних група, које су извеле читав низ акција у окупираном Београду.
Припремајући своју последњу акцију, атентат на Ђорђа Космајца, ухапшена је почетком марта 1942. године. У полицији је мучена и злостављана, али иследницима није ништа желела да каже. Тешко измучена, скоро полумртва, дочекала је дан припремљене акције и њен успех. Потом је пребачена у Бањички логор. Стрељана је на стратишту у Јајинцима, код Београда, маја 1943. године.
За народног хероја проглашена је 5. јула 1952. године.

## Биографија
Рођена је 21. августа 1916. на Цетињу. Била је најмлађе дете у породици Благоте и Гордане Ћетковић, који су имали двојицу старијих синова — Николу, рођеног 1908. и Ђорђија Ђока, рођеног 1912. године. Убрзо по Јеленином рођењу, породица се у потрази за бољим животом са Цетиња преселила у Подгорицу. Отац Благота боловао је од рана задобијених у Првом светском рату и 1917. умро. Како би отхранила своју децу, Јеленина мајка Гордана Горда запослила се најпре у „Монополу” (државно предузеће за откуп и прераду дувана), а потом добила посао чистачице у суду.
Пошто је породица била сиромашна и није имала средстава за школовање, Јеленин најстарији брат Никола је одмах по завршетку основне школе пошао на учење обућарског заната. Јелена је након завршетка основне школе уписала Женску занатску школу где је учила кројачки занат, а средњи брат Ђорђије Ђоко је радио и ванредно студирао на Правном факултету у Београду. Након завршетка занатске школе, Јелена се запослила код Саита Муаџевића у кројачкој радњи за израду мушких одела. Пошто су се у овој радњи шиле и кошуље, узимала је материјал у радњи, а шила код куће.

### Партијски рад у Подгорици
Први контакт са револуционарним радничким покретом добила је преко старије браће — Николе и Ђорђа. Као млади обућарски радник, Никола Ћетковић се рано укључио у раднички покрет у Подгорици. Члан тада илегалне Комунистичке партије Југославије (КПЈ) постао је 1929, а по партијском задужењу био је активан у Уједињеним радничким синдикатима (УРС) у Подгорици. У времену Шестојануарске диктатуре брзо је запао полицији за очи, због чега је морао да напусти Подгорицу и оде у Београд. Касније је због револуционарног рада био хапшен и малтретиран од полиције, а два пута је протериван — најпре у Сарајево, а потом у Сплит.
Јелена се омладинском револуционарном покрету придружила веома рано, а већ 1933, са непуних 17 година, примљена је у чланство Савеза комунистичке омладине Југославије (СКОЈ). Била је политички веома активна; често је у кући у којој је становала окупљала партијске другове, где су разговарали и писали летке и пароле. За прославу празника рада 1933. кући је сашила велику црвену заставу, која је ноћ уочи 1. маја постављена на брду изнад Подгорице. Полиција је потом повела опсежну акцију по Подгорици и похапсила многе особе за које је постојала сумња да су комунисти или имају везе са комунистима. Међу ухапшенима је била и Јелена. Иако је у полицији мучена, ништа није признала па је пуштена на слободу.
Посебну живост у омладински револуционарни покрет у Подгорици, уносили су студенти-комунисти који су студирали на Београдском универзитету. Они су преко лета подгоричким омладинцима преносили своја искуства из студентског револуционарног покрета. Били су организатори и покретачи многих зборова и демонстрација у Подгорици. Током 1935. највише се водила акција за укидање концентрационог логора у Вишеграду, у који су затварани студенти-комунисти са Београдског универзитета, а међу њима многи студенти из Црне Горе. Активно је учествовала у овим акцијама, па је исте године примљена у чланство Комунистичке партије Југославије (КПЈ).
Након пријема у КПЈ, ангажована је у политичком раду, а највише у раду са женама. Најпре је деловала међу ученицама у Женској занатској школи и Подгоричкој гимназији, а потом међу радницама у ФД „Монопол”. Упоредо са политичким радом деловала је и у Струковном савезу кројачких радника, као и у Културно-уметничком друштву „Абрашевић”, где је деловала у драмској секцији. Била је одличан говорник, а посебно је остао упамћен њен потресни говор на сахрани Божане Вучинић која је трагично страдала у затвору на Ади Циганлији марта 1937. године. Јуна 1936. учествовала је на познатим Белведерским демонстрацијама на Цетињу.
Године 1936. у Републици Шпанији је избио грађански рат између снага лојалних влади које је предводио Народни фронт (коалиција левичарских партија) и делова војске предвођене генералом Франсиском Франком (који је био профашистички настројен). У борбу за одбрану Шпанске републике и борбу против фашизма, већ крајем 1936, укључили су се многи антифашисти из читавог света, који су се борили у редовима Интернационалних бригада. Новембра исте године КПЈ је позвала све југословенске комунисте и антифашисте да се прикључе борби шпанског народа.
Иако је била млада девојка са свега 20 година, желела је да оде у Шпанију и прикључи се борби против фашизма. Пошто је била једна од најузорнијих чланова КПЈ у Подгорици, партијска организација је одобрила њен одлазак и помогла јој у припреми. Заједно са око 400 добровољаца из Црне Горе, марта 1937. кренула је ка Котору; тамо су добровољци требали да се укрцају на брод који је обезбедила КПЈ и њиме пребаце до Барселоне. Пошто је ова акција осујећена од полиције, ухапшен је велики број људи који су кренули пут Шпаније. Јелена је успела да избегне хапшење; преобучена у сељанку побегла је у Црмницу. Овде је боравила илегално, а потом прешла у Љешкопоље, где су је открили и ухапсили. Заједно са осталим ухапшенима одведена је у Сарајево, где им је суђено по Закону о заштити државе. Пошто је била малолетна, знала је да ће бити ослобођена ако ништа не буде признала током истраге. Упркос батинању и малтретирању у полицији, није ништа признала што би је довело у везу са оптужбом да је илегално кренула у Шпанију.
Након пуштања на слободу, вратила се у Подгорицу. Иако је била ослобођена оптужби, налазила се под сталном присмотром полиције, а њена кућа је често претресана. Упркос свему наставила је са партијским радом, а због великог угледа међу члановима КПЈ, који је стекла својим држањем у полицији, изабрана је за члана Месног комитета КПЈ за Подгорицу.
Живот породице Ћетковић у Подгорици, у годинама велике економске кризе која је владала 1930-их, био је веома тежак. Јелену и њеног брата Ђорђа полиције је евидентирала као комунисте, због чега су често хапшени и малтретирани, а неколико пута је привођена и њихова мајка Горда. Како би себи омогућили мало бољи живот, одлучили су да се преселе у Београд. Један од разлога овог пресељења је био и то што је Ђорђе ванредно студирао право, а због недостатка новца није могао често да путује на факултет. Јелена је такође имала жељу да настави школовање у Београду и заврши Учитељску школу. Када је почетком 1938. њихова мајка Горда због болести отишла у пензију, одлучили су да се преселе.

### Револуционарна активност у Београду
Маја 1938. породица Ћетковић се из Подгорице преселила у Београд. Ту им се придружила и Ана Ћетковић — супруга Јелениног најстаријег брата Николе. Пошто је он био ухапшен и протеран из Београда, његова супруга је дошла да живи са њима. Убрзо по доласку у Београд, Јеленин брат Ђока је добио позив за војску, па је већ у јулу морао да се врати у Подгорицу, а одатле је отишао на служење војног рока у Македонију. Септембра 1938. Јелена се уписала у Учитељску школу, али је због лошег материјалног стања, морала да напусти школовање и да се запосли као кројачица. Радила је најпре у кројачкој радњи код Жане Грос, а потом код кројача Гашлија Љаношевића.

Нама радницама ова борба за права жена није туђа нити од другостепене важности. Она нам је блиска, она је део наше борбе. Радници и раднице су увек први истицали као један од основних захтева равноправност жена на раду и у политичком животу. Ту равноправност ми већ спроводимо у нашим организацијама и синдикатима. Наш захтев за право гласа односи се само на опште, једнако активно и пасивно право гласа у слободним и тајним изборима. Јер на основу чега нас лишавају да преко слободно изабраних представника учествујемо у одређивању спољне и унутрашње политике…

део говора Јелене Ћетковић са конференције „Жена данас”, одржане новембра 1938. године, 
Одмах по доласку у Београд, укључила се у партијски рад, којим је руководио Месни комитет КПЈ за Београд. Била је задужена за рад са женама; окупљала је жене-раднице, као и друге млађе жене и омладинке којима је говорила о борби за права жена и њихову равноправност. Брзо се истакла као вредан и способан партијски радник, па је била ангажована од стране Покрајинског комитета КПЈ за Србију и као партијски инструктор упућивана у разна места по Србији, где је највише радећи са женама помагала партијске организације. Као инструктор ПК КПЈ за Србију радила је у Нишу, Ужицу, Краљеву, Чачку и другим местима. Непосредно пред почетак рата политички је деловала у Нишу и била члан тамошњег Месног комитета КПЈ. Била је активна и у раду Синдиката кожарских радника, где је такође радила са женама.
Иако је потицала из патријархалне средине, у којој жена није имала готово никакву политичку улогу, врло брзо је постала једна од најактивнијих активисткиња у борби за права жена. Пошто жене у Краљевини Југославији нису имале право гласа, Женски покрет који је деловао у оквиру КПЈ, често је преко женских удружења покретао питање давања права гласа женама. Ово питање је увек актуелизовано уочи одржавања избора, а тако је било и уочи парламентарних избора децембра 1938. године. Најпре је 22. новембра одржан скуп чланица Удружења студенткиња Београдског универзитета, на коме је затражено давање права гласа женама, а потом је сутрадан 23. новембра 1938. одржана конференција „Жене данас”. Ову конференцију је организовала КПЈ, преко Редакције листа Жене данас и његове уреднице Олге Тимотијевић, а одржана је у препуној сали Инжењерског дома у Београду. На конференцији је говорило 17 жена; у име организатора Олга Тимотијевић и Милена Атанацковић (председница Женског покрета у Београду), а поред њих неке од говорница су биле и Даница Зечевић (председница Лиге жена за мир и слободу), Милка Жицина (прочитала поздрав Главног радничког савеза и организације УРСС-а), Љубица Божић (у име СБОТИЧ-а), Зора Радовановић (у име Учитељског удружења), Даринка Павловић (у име друштва „Незаштићена мајка и дете”), Олга Алкалај (у име адвокатских приправника), Неда Божиновић (студент права) и др. Такође, једна од говорница је била и Јелена Ћетковић, која је говорила у име жена-радница. Један део из Јелениног говора је сачуван и објављен у листу Жене данас 1940. године.
Заједно са Радојем Дакићем, Милошем Матијевићем, Вукицом Митровић, Рифатом Бурџовићем и другим истакнутим комунистима Београда, била је један од организатора познатих демонстрација 14. децембра 1939. године. Ове демонстрације, под паролом „За мир, хлеб и слободу”, одржане су на Славији и на њима је било око 5.000 људи. У току демонстрација полиција је демонстрантима направила заседу у оближњој Приштинској улици, а у сукобу је страдало петоро демонстраната (међу којима и једна студенткиња, Боса Милићевић).
Преласком из Подгорице у Београд, где је од раније била позната полицији, Јелена је мислила да ће лакше обављати партијске обавезе јер није била позната београдској полицији, али убрзо по пресељењу на једној од београдских улица препознао ју је злогласни агент Управе града Београда Светозар Тоза Вујковић. Он је средином 1930-их био послат у Црну Гору, где је подгоричкој полицији помагао у борби против комуниста па је добро познавао Јелену Ћетковић. Поштујући сва правила илегалног и конспиративног рада трудила се да што мање упада у очи полицији, па тако није била хапшена, али је и поред тога полиција повремено малтретирала.

### У партизанима
Непосредно пред почетак Другог светског рата у Југославији 1941, Месни комитет КПЈ за Београд имао је око 200 чланова и био је подељен на седам рејонских комитета, који су руководили партијским ћелијама на свом терену. Трећи рејонски комитет „Центар” покривао је територију центра града — такозвани „круг двојке”. Иако је територијално био најмањи, овај рејонски комитет је имао највећи број партијских ћелија — 15, од чега су четири биле у радним организацијама (две у пошти и две у банци). Члан овог комитета, а потом и његов секретар, била је Јелена Ћетковић.
Активно је учествовала у демонстрацијама против потписивања Тројног пакта и подршке војном пучу, 27. марта 1941. године. Након бомбардовања Београда, 6. априла 1941, по партијском задатку је упућена у Ужице, али се након две-три недеље вратила у Београд.
Убрзо након окупације, у окупираном Београду је активно радила на спровођењу партијских директива о припреми оружаног отпора окупатору. Обилазила је партијске ћелије и одржавала састанке на којима је преносила директиве, објашњавала новонасталу ситуацију и људе припремала за борбу. Већ крајем јуна и почетком јула 1941. у Београду су отпочеле прве саботаже и диверзије против окупатора, које су изводиле ударне групе, које су формиране од најпоузданијих чланова КПЈ и СКОЈ. Јелена је активно радила на формирању ударних група на територији свог рејонског комитета. Иако је била женско, није желела да изостаје из акција које су вршиле ове групе, па је у многима и сама учествовала. У почетку су то биле ситније акције — паљење окупаторске и квислиншке штампе, сечење телефонско-телеграфских каблова, писање парола и сл, а касније је све прерасло у озбиљније акције — паљење окупаторских аутомобила и камиона, паљење војних гаража, напади на окупаторске и квислиншке војнике и сл.
Када је отпочео оружани устанак у Србији, јула 1941, активно је радила са женама и ангажовала их у раду на прикупљању одеће, обуће, санитетског материјала и других ствари потребних тада ствараним партизанским одредима. Такође, радила је на организовању курсева прве помоћи, које су похађале омладинке које су потом као болничарке партизанских јединица упућиване на терен. Пошто је била веома ангажована, на месту секретара Трећег рејонског комитета заменио ју је Бранко Глеђа, док се она у потпуности посветила раду са женама. Пошто је Глеђу убрзо открила полиција, морао је да напусти Београд, па је на његово место дошао Милентије Поповић.
Након првих акција београдских илегалаца, кренула су и прва хапшења. Како би спасао оне чланове КПЈ који су од раније били познати полицији, а самим тим и лака мета за хапшење, Месни комитет је донео одлуку да један део њих напусти Београд. Ђуро Стругар је од стране МК КПЈ био задужен за рад са Трећим рејонским комитетом; он је одредио неколико другова из овог комитета који је требало да напусте Београд и пређу у партизанске јединице. Међу њима је била и Јелена. Иако је још тада сва своја задужења предала Сави Алексићу, још неко време је остала у Београду, а тек крајем септембра 1941. прешла је на ослобођену територију.
Јелена је тада у Београду оставила мајку Горду и брата Николу — који је почетком фебруара 1941. протеран из Сплита у Београд, а потом позван на војну вежбу у Смедеревску Паланку, где је практички држан у притвору, а као тежак туберкулозни болесник био је пуштен крајем марта. Са њима је живела и Николина супруга Ана и син Бајо. Јеленин средњи брат Ђоко био је заробљен у Априлском рату, као војник Југословенске војске, и одведен је у заробљеништво.
Као искусан партијски радник била је упућена у источну Босну, као испомоћ Мајевичком партизанском одреду који је деловао на терену Мајевице. Овде се није дуго задржала јер је у западној Србији и Шумадији већ створена велика ослобођена територија — тзв. Ужичка република — па је била потребна као политички радник за деловање на терену.
Од стране Покрајинског комитета КПЈ за Србију тада је одређена за партијског инструктора у Чачку. Одмах по доласку у Чачак, организовала је Комисију за рад са женама при Окружном комитету КПЈ за Чачак и активно почела са радом на окупљању жена и њиховом укључивању у Народноослободилачки покрет (НОП). На њену иницијативу, одржана је масовна Конференција жена Чачка, на којој се говорило о улози и задацима жена у Народноослободилачком рату. Тада је формиран и Одбор жена. Такође, деловала је и на територији Ужичког среза, где је заједно са Цветом Дабић учествовала на скуповима жена и објашњавала им циљеве НОП-а.
Након Прве непријатељске офанзиве, крајем новембра 1941, напустила је Ужице и са Врховним штабом и главнином партизанских снага прешла у Санџак. У току децембра у Новој Вароши је извршена реорганизација партизанских одреда, који су се повукли из западне Србије и Шумадије, а део политичких радника је упућен на свој некадашњи терен како би радили на поновном оживљавању Народноослободилачког покрета. Међу партијским радницима враћеним на своје матичне терене била је и Јелена, која је упућена у Београд на испомоћ Месном комитету КПЈ за Београд.

### На челу Месног комитета за Београд
У току Јелениног одсуства из Београда, Специјална полиција и Гестапо су успели да током октобра, након хапшења Ратка Митровића Шиље, изврше велику провалу (тзв. „октобарску провалу”) у партијску организацију Београда. До краја 1941. похапшен је велики број чланова КПЈ и СКОЈ-а, а страдало је и неколико истакнутих руководилаца београдске партијске организације: Ђуро Стругар, Давид Пајић, Вукица Митровић и Милош Матијевић.
Јелена је у Београд стигла почетком јануара 1942. и одмах се повезала са руководством Окружног комитета КПЈ за Београд. Од секретара овог комитета Тодора Дукина примила је дужност секретара Месног комитета КПЈ за Београд. Поред ње, у овај комитет су ушли и Петар Ристић, Стеван Јовичић и Бора Дреновац (који је био и секретар Месног комитета СКОЈ-а за Београд). Након формирања Месног комитета, према инструкцијама добијеним у Новој Вароши, активно је радила на поновном оживљавању ослободилачке борбе у окупираном Београду. Њен првенствени задатак био је да поново оживи акције илегалаца и ударних група, како би демантовала вести окупаторско-квислиншке штампе о „потпуном уништењу комунистичког покрета у Србији и Београду”.
Једна од првих акција које је организовала по повратку у Београд било је спасавање Иванке Муачевић из руку окупатора. Пошто је Иванка била пред порођајем, почетком јануара је из затвора пребачена у затворско одељење Опште државне болнице. Месни комитет КПЈ је преко лекара Теодора Бороцког и Олге Поповић-Дедијер успео да придобије главног гинеколога и он је Гестапо убедио да ће Иванкин порођај бити тежак и да је најбоље да је пребаце на гинеколошко одељење. Очекујући њен порођај, чланови ударне групе која је била формирана за ову акцију добро су испланирали ток акције, а био је обезбеђен и стан у који ће да се склони Иванка, као и жена којој ће на чување бити предата њена беба. Дан након порођаја, 24. јануара 1942, изведено је бекство. Двојица илегалаца су за време посете ушла у болницу, савладали жандарма који је чувао Иванку и заједно са бебом је извели из болнице. Испред је чекао аутомобил који их је одвезао на одређено место. Такође, извршење ове акције обезбеђивало је шест илегалаца, наоружаних бомбама, који су дежурали око улаза у болницу.
Поред активног рада на организовању ударних група, које су поново почеле са извођењем саботажа и диверзија по окупираном Београду, Јелена је велику пажњу посвећивала и раду са рејонским и нижим партијским ћелијама. Знала је да је важно одржавати контакт са члановима и преносити им вести и информације које су стизале са ослобођене територије. Њена посебна брига био је одабир партијских кадрова, за руководства партијских организација, јер је знала да је полиција највеће успехе постизала „сламањем” неког од ухапшених другова. Што је функција коју су ухапшеници обављали била већа, то је био већи и обим провале у организацију. Услед издаје појединих другова, крајем 1941. је страдала и већина руководилаца београдске партијске организације. Јелена је одржавала и везу са полицијским службеником Јанком Јанковићем, преко кога је добијала информације о томе како се ко од ухапшених држао пред иследницима. Везу са Јанком најчешће је одржавала преко своје мајке Горде, која је одлазила код Јанка и односила му и од њега примала све потребне информације.

### Хапшење и последња акција
Живот илегалаца у окупираном Београду почетком 1942. био је изузетно тежак, јер им је поред свих недаћа које је са собом носила окупација претила и константна опасност од хапшења. Да би избегли хапшење морали су се придржавати строгих правила илегалног живота; често су мењали место боравка, као и места где су одржавали састанке и сл. Како би једни друге упозорили на опасност, често су остављали само њима познате знакове. На пример, Јеленина мајка Горда је као знак упозорења — уколико је неко од агената или сумњивих лица долазио у њихово двориште — остављала пешкир преко кваке улазних врата. Уколико пешкира није било, Јелена је била сигурна да је не очекује никаква опасност.
Посебно је тешко било оним илегалцима, које је полиција хапсила као комунисте пре рата. Скоро сви полицијски агенти Управе града Београда, а посебно они из Четвртог (антикомунистичког) одељења, након окупације су ступили у тада формирану Специјалну полицију, тако да су добро познавали истакнуте београдске комунисте. У хапшењу и прогањању комуниста и њихових симпатизера предњачио је злогласни полицијски агент Ђорђе Космајац, који је био члан профашистичке организације „Збор” Димитрија Љотића. Он је имао обичај да се вози колима по Београду и на улици тражи своје раније ухапшенике и поново их хапси. Због својих заслуга у борби против комуниста, био је именован за заменика управника логора на Бањици Светозара Тозе Вујковића.
Први покушај атентата на Космајца одиграо се крајем августа 1941. када су му у бифеу у улици Књегиње Љубице у пиће сипали отров (стрихнин). Одмах осетио горчину у чаши и упутио се лекару. Лекар, који је био антифашистички оријентисан, убедио га је да се није радило о тровању већ о нервном шоку услед умора. Иако је поверовао лекару, Космајац је осећао опасност да му комунисти „раде о глави” и постао је веома обазрив.
Одлуку о убиству Ђорђа Космајца донео је Окружни комитет КПЈ за Београд, фебруара 1942, а за организатора акције је одређен Месни комитет КПЈ. Схватајући озбиљност ове акције, Јелена је информацију поделила само са Петром Ристићем, који је био члан Месног комитета. Њих двоје су у највећој тајности организовали ударну групу коју су сачињавали омладинци Ђуро Мађерчић, Милић Мартиновић, Никола Стринека и Бранко Булат. Како би набавили оружје за извршење задатка, чланови ударне групе су у току једне ноћи на Аутокоманди напали и разоружали неколико немачких војника. Преко једног симпатизера Народноослободилачког покрета, Јелена је добила информацију да Космајац станује у улици Цара Уроша на броју 14. Он јој је дао и опис путање којом се креће приликом одласка на посао. Чланови ударне групе су потом добро разрадили план акције и за датум извршења одредили 6. март 1942. године.
Упоредо док су Јелена и другови радили на организовању атентата на Космајца, Специјална полиција је на све начине трагала за вођама комуниста у Београду. Агенти су нарочито били љути због организације бекства Иванке Муачевић, јер је била затвореница Гестапоа, предата на чување Специјалној полицији. Како би дошли до руководилаца београдске партијске организације, агенти су организовали читаву мрежу шпијуна и потказивача, од којих су неки чак успели да се укључе у Народноослободилачки покрет. Највише успеха у овом послу полицајци су имали са ухапшеним комунистима које су успели да „сломе” у току истраге. Ово су најчешће радили применом физичке и психичке тортуре. Један од таквих био је Лазар Дожић, који је ухапшен у току велике провале у партијску организацију, октобра 1941. године. Пошто је пристао на сарадњу са полицијом, један од шефова Специјалне полиције Божидар Бећаревић је инсценирао његово бекство, како остали чланови његовог рејонског комитета не би посумњали у њега. Бећаревић је лично одржавао везу са њим и дао му псеудоним Сотир Сотировић.
Почетком марта Бећаревић је од Дожића сазнао да ће се 3. марта у улици Жоржа Клемансоа одржати састанак једног рејонског комитета на коме ће присуствовати и секретар Месног комитета. Такође, Дожић је дознао и да се припрема нека велика акција, али није знао о чему се тачно ради. Агенти су на заказани састанак поставили заседу и ухапсили све присутне чланове, међу којима и Јелену Ћетковић. Заједно са њом био је ухапшен и банкарски чиновник Марко Јанковић, секретар Четвртог рејонског комитета, као и двоје чланова КПЈ. Ухапшене су биле и скојевка Светлана Љаља Крстић и њена мајка, у чијем се стану одржавао састанак. Овом састанку је присуствовао и Лазар Дожић, али је он у већ припремљеном договору са агентима — у тренутку њиховог упада — успео да побегне кроз прозор.
Полиција је знала да је Јелена секретар Месног комитета и надала се да ће уколико успе да је „сломи” од ње добити драгоцене податке о свим истакнутијим члановима КПЈ у Београду, али и о неком од функционера КПЈ. Покушај сламања отпочео је страшном физичком тортуром; агенти су је непрекидно тукли све док не би пала у несвест. У овој тортури учествовао је и Ђорђе Космајац, који се очекивао да ће успети да је натера да проговори, али је она упорно ћутала. Агентима није желела да каже ни своје име, односно да потврди да је она заиста Јелена Ћетковић. Посебно су је тукли по ногама и табанима, па више није могла ни да стоји на ногама. У ишчекивању извршења акције коју је припремала успела да поднесе сву тортуру агената Специјалне полиције.
Чланови ударне групе након вести да је ухапшена нису одустали од акције, јер су знали да их неће одати полицији. На дан 6. марта у улици Цара Уроша успешно су извршили атентат на Ђорђа Космајца и агента Обада Залада који је био у његовој пратњи. Када је 6. марта видела да међу иследницима нема Космајца, знала је да је акција успела, што јој је дало нову снагу да издржи полицијску тортуру. Након атентата, агенти су верујући да је и Јелена умешана у његово убиство отпочели са новом још тежом тортуром. Она је упорно ћутала, али је секретар Четвртог рејона Марко Јанковић, који је био ухапшен заједно са њом, попустио и полицији одао све секретаре ћелија са којима је одржавао везу, као и још неке чланове КПЈ које је познавао (међу којима и Петра Ристића, члана Месног комитета). Сви они су убрзо ухапшени, а Ристић се такође слабо држао пред полицијом па је одао сву четворицу чланова ударне групе која је убила Космајца. Сви они су убрзо ухапшени и стрељани.
Вест о полицијској провали у партијску организацију Београда и хапшењу великог броја чланова КПЈ и НОП квислиншка штампа објавила је тек 22. марта 1942. године. Лист Ново време је тада на насловној страни објавио вест да је „Управа града Београда открила комунистичке комитете и терористичке групе у Београду” и да је „ухапшено око 80 најистакнутијих функционера и чланова комунистичке партије”. Како би деморалисали преостале чланове београдске партијске организације, али и да би се осветили Јелени за њено упорно ћутање, у тексту је било објављено да је Јелена Ћетковић одала већину ухапшених. Иако се у тадашњој штампи наметала теза како је „комунистички покрет у Београду уништен”, свега недељу дана након атентата на Ђорђа Космајца, 14. марта 1942. група илегалаца коју је организовао Карло Лукач је у Улици кнеза Павла убила Драгољуба Штерића, старешину Првог полицијског кварта.

### У логору на Бањици
Јелена је била скоро потпуно физички уништена од полицијске тортуре; била јој је сломљена кичма, а табани до те мере исечени и испребијани да је са њих отпадало месо. Њено тело је било готово црно од модрица и подлива. Због тога је пренета у затворско одељење болнице где је лечена кратак период. Пошто је записник са њеног саслушања остао празан, а сваки даљи покушај ислеђивања узалудан, одлучено је да је се пребаци у Бањички логор. Заједно са групом жена које су такође биле ухапшене у тзв. „мартовској провали” — Олга Т. Јовановић, Олга М. Јовановић, Драгица Ћорковић, Олга Кршул, Миленка Ђурковић, Катица Ћирић, Маргита Хладни, Милица Радулашки, Десанка Динић, Дора Фрајденфелд, Јелена Хаџи Николић, Светлана Крстић и др. — пребачена је 11. априла 1942. на Бањицу. Из болнице је у логор однета у ћебету јер се није могла кретати.
Након доласка у логор, поново се сусрела са управником Светозаром Вујковићем, који ју је познавао још из Подгорице где је средином 1930-их био послат као испомоћ подгоричкој полицији у борби против комуниста. Као затвореник прве категорије била је смештена у соби 38 — тзв. „соба смрти”. Заједно са њом у овој соби су биле и Слободанка Данка Савић, Радмила Шнајдер и др. Бригом осталих затвореница, Јелена је успела да се опорави, али се услед тешких повреда стопала једва кретала. У логору је срела и Подгоричанку Данку Бајић, рођену сестру своје школске другарице, која је са Јеленом боравила до њеног стрељања и бринула се о њој.
Током боравка у логору, за успомену сваком члану породице израдила је понешто; браћи Николи и Ђоки направила мале кутијице пресвучене свилом, снаји Ани новчаник, а мајци Горди лутку у црногорској народној ношњи. Пошто није имала адекватан материјал ову лутку је израдила од делова своје одеће, а коса на лутки је била део њене косе. Такође, на једној марамици је извезла корпу са цвећем и исписала своје име.
Успела је да пронађе начина да комуницира са породицом, иако се из логора нису смела слати писма или поруке. Приликом слања гардеробе кући, она је са унутрашње стране рубља ушивала марамице на којима је претходно исписивала кратке поруке. На овај начин је успела да из логора пошаље и своју песму Иза решетки. Ова песма је била објављена у првом броју листа Глас јединственог народноослободилачког фронта Србије, који је штампан јануара 1944. године.
Након годину дана проведених у логору на Бањици, Јелена је 14. маја 1943. стрељана на стратишту у Јајинцима (предграђе Београда). У периоду од 14. маја до 7. јуна у Јајинцима је у три групе стрељано 70 жена логорашица са Бањице. У првој групи, 14. маја, заједно са Јеленом су биле стрељане: Дринка Павловић, Кристина Ковачевић, Јулија Делере, Славка Ђурђевић-Ђуричић, Олга Т. Јовановић, Олга М. Јовановић, Ружа Јовановић, Катица Ћирић, Олга Кршул, Нада Божовић Ђорђевић, Лепосава Михаиловић, Данијела Сикимић, Вера Ђокић Радосављевић, Нада Ђокић Матијевић, Лепосава Переги Цвејић, Јелена Ракић, Јелена Цветковић, Симка Ђорђевић, Персида Станојевић, Зорка Николић и Цвета Николић. Управа логора породице логораша није обавештавала о њиховој смрти, а да се неко више не налази у логору чланови породице су сазнавали када су одлазили да предају пакете јер су им исти били враћани. Када је маја 1943. Јелениној мајци враћен пакет, који је донела својој ћерки, саопштено јој је да је Јелена премештена негде у Банат. Међутим, Горда је одмах претпоставила да јој је ћерка стрељана.
Лазара Дожића, који је полицији одао Јелену Ћетковић, успео је да открије Јанко Јанковић, полицијски службеник који је сарађивао са КПЈ и НОП. Он је дуже време трагао за оним ко се крије иза псеудонима Сотир Сотировић, али то није успео да открије јер је Дожића на вези лично држао Божидар Бећаревић. Приликом разгледања архиве из Бећаревићеве канцеларије, Јанко је успео да пронађе један папир на ком се налазила цедуља са поруком и потписом Дожића. Успео је да копира овај папир и преда га Благоју Нешковићу, секретару Покрајинског комитета КПЈ за Србију, који је касније приликом упоређивања копије поменутог папира са папирима из партијске архиве открио да се заиста ради о потпису Лазара Дожића. Пре откривања, Дожић је постао сумњив члановима КПЈ јер је успео да побегне полицији, па су му предложили да напусти Београд и пређе на ослобођену територију у Срему и ступи у Сремски партизански одред. Сумњајући да је откривен, Дожић је у страху од одмазде напустио све везе са КПЈ али и полицијом. Напустио је Београд и отишао у Земун, где је био изван домашаја полиције јер се овај град тада налазио у саставу Независне Државе Хрватске (НДХ). Тамо се запослио у фабрици авиона и радио све до ослобођења, када је ухапшен, осуђен због издаје и стрељан.

## Народни херој
Ван града, на пољу
Пустом, широком
Стоји кућа смрти
Тај уклети дом.
Крај зидина хладних
Дана свакога
Убијају другове
Срца челичног…

део Јеленине
песме Иза Решетки, 
У послератној Југославији Јелена Ћетковић је сврставана у први ред истакнутих антифашистичких бораца Београда. Указом Председништва АВНОЈ-а постхумно је 6. јула 1945. одликована Орденом заслуга за народ другог реда. Указом Президијума Народне скупштине ФНР Југославије 5. јула 1952. проглашена је за народног хероја. Била је једна од укупно осам жена народних хероја из Црне Горе, а поред ње за народне хероје су проглашене Ђина Врбица, Милица Вучинић, Јелица Машковић, Вукица Митровић, Вукосава Мићуновић, Добрила Ојданић и Љубица Поповић.
У знак сећања на Јелену Ћетковић једна улица на београдској општини Стари град од 1946. носи њено име. Улице са именом Јелене Ћетковић, поред Београда се налазе у још неколико градова у Србији: у Крагујевцу, Нишу, Краљеву, Суботици, Врању, Пожаревцу, Шиду и Лазаревцу. Такође, име Јелене Ћетковић носи и једна улица у Подгорици. У згради Градског комитета Савеза комуниста Београда (данас зграда Градског одбора СПС Београда) на Студентском тргу 15, постављени су бронзани рељефи са ликовима ратних секретара Месног комитета КПЈ за Београд — Милоша Матијевића, Јелене Ћетковић и Ђуре Стругара. Ови бронзани рељефи одваљени су и уништени у једном од многобројних упада тадашње опозиције у просторије Социјалистичке партије Србије, током 1990-их година. На београдској општини Звездара, у Врањској улици налази се основна школа са Јелениним именом. Школа је основана 1961, а у њеном дворишту је 1964. постављена спомен-биста Јелене Ћетковић, рад вајара Драгутина Спасића.
Књижевник Александар Петровић написао је крајем 1960-их позоришну драму Јелена Ћетковић, која је пуних двадесет година извођена у Народном позоришту у Београду. Представу је режирао Боро Григоровић, а главну улогу Јелене Ћетковић играла је глумица Ксенија Јовановић. Како би што верније одиграла улогу, глумица је посетила Јеленину мајку Горду Ћетковић, која јој је причала о Јелени и њеном животу. Године 1969. представа је изведена на Стеријином позорју, у част стогодишњице Народног позоришта. Године 1967. редитељ Здравко Шотра је према истоименој драми снимио телевизијски филм Јелена Ћетковић.